# 놘놘구

놘놘 구의 위치

놘놘구(한국어: 난난구, 중국어: 暖暖區, 병음: Nuǎnnuǎn Qū)는 중화민국 지룽시의 시할구이다. 넓이는 22.8283km2이고 인구는 2015년 8월 기준으로 38,373명이다.

## 역사
청대의 놘놘 구는 대북부(台北府) 4보(堡) 중의 하나였던 '석정보(石碇堡)'의 중심지였다. 1895년에 일본의 통치가 시작되면서 타이베이 현 지룽 지청의 관할하에 놓여졌고 1913년에 지룽 청 관할하의 제20구가 되었다. 1920년, 타이완에 지사 제도가 시행되면서 우두(五堵), 마링(瑪陵), 놘놘의 3구가 합병해 치두 장(七堵庄)으로서 타이베이 주 지룽 군의 관할에 놓여졌다. 1945년, 중화민국의 통치하가 되면서 장을 향, 군을 구로 고쳤고 놘놘은 타이베이 현 지룽 구 치두 향으로 고쳐졌다. 그 후 1947년 1월 18일, 치두 향은 지룽 시로 이관되었다. 1949년 2월 1일, 치두 구내의 바두, 놘놘 지구의 7리로 구성된 놘놘 구가 신설되어 현재에 이른다.

## 행정 구역
- 딩샹리(碇祥里)
- 딩네이리(碇內里)
- 놘둥리(暖東里)
- 딩허리(碇和里)
- 놘퉁리(暖同里)
- 궈강리(過港里)
- 놘놘리(暖暖里)
- 놘시리(暖西里)
- 바중리(八中里)
- 바두리(八堵里)
- 바난리(八南里)
- 딩안리(碇安里)
- 바신리(八西里)

## 교통
- 국도 1호선

## 같이 보기
- 지룽시